# Ловля (деревня)
Ло́вля — деревня в Прилузском районе республики Коми в составе сельского поселения Ношуль.

## География
Находится на расстоянии примерно 49 км на юг от центра района села Объячево.

## История
В 1930 году отмечено было 62 хозяйства и 282 жителя.

## Население
Постоянное население  составляло 5 человека (коми 100%) в 2002 году, 3 в 2010.